# Bel Paese
El Bel Paese o Italico es un queso tierno italiano de leche de vaca. Fue inventado en 1906 por Egidio Galbani, que quería producir un queso suave y delicado para venderlo principalmente en Italia. El nombre Bel Paese procede del título de un libro escrito por Antonio Stoppani, y significa ‘país bello’ en italiano.
Originalmente producido en Melzo, una pequeña localidad lombarda cercana a Milán, actualmente se fabrica tanto en Italia como en Estados Unidos. Envejece entre 6 y 8 semanas, y tiene un aroma cremoso y ligeramente lácteo. Tiene un color amarillo pálido crema. Se produce en discos pequeños, siendo muy parecido al Saint-Paulin francés y al Butterkäse alemán.
Tiene un suave sabor a mantequilla, por lo que popularmente se ha consumido junto a vinos afrutados. Es preferido por muchos como queso de aperitivo o postre, y funde fácilmente, pudiéndose usar en pizzas y cazuelas, sustituyendo con frecuencia a la mozzarella.  
Puede distinguirse al Bel Paese auténtico por el envoltorio, que lleva la imagen del geólogo y paleontólogo italiano Antonio Stoppani, cuyo tratado Il bel paese le da nombre. El resto de versiones fabricadas en Italia llevan un mapa de este país, y las fabricadas en Estados Unidos, un mapa de las Américas.
- Datos: Q815080
- Multimedia: Bel Paese / Q815080